# هوارد لوسون
هوارد لوسون (22 مايو 1914 في المملكة المتحدة - 21 أكتوبر 2006 في المملكة المتحدة) (بالإنجليزية: Howard Lawson)‏ هو لاعب كريكت بريطاني وبريطاني (وحمل سابقاً جنسية المملكة المتحدة لبريطانيا العظمى وأيرلندا). لعب مع نادي مقاطعة هامبشاير للكريكت ‏.

## وصلات خارجية
- هوارد لوسون على موقع إي آس بي آن كريك إنفو (الإنجليزية)